# 岸田光広
岸田 光広（きしだ みつひろ、1967年2月26日 - ）は日本の政治家。国民民主党所属の衆議院議員（1期）。元尼崎市議会議員（3期）。

## 経歴
兵庫県尼崎市生まれ。兵庫県立尼崎北高等学校、早稲田大学社会科学部卒業。大学卒業後、信金中央金庫に入りトレーダーとして証券業務に従事。
経営と英語を学ぶためメリーランド大学院に私費留学。MBAを取得後米ファイザーで財務会計業務に従事。その後アルパインに転職し財務責任者としてハンガリーに駐在。帰国し、尼崎市にきしだ英語教室を開校。
2013年、尼崎市議会議員にみんなの党公認で立候補し初当選。みんなの党解党後の2017年、2021年選挙では自由民主党の公認を得て再選した。2024年1月10日に尼崎市議会議員を辞職。翌2月、国民民主党埼玉4区支部長に就任した。
2024年10月27日投開票の第50回衆議院議員総選挙では、埼玉4区において自民党前職の穂坂泰に敗れ次点となったが、重複立候補していた比例北関東ブロックにおいて比例復活し、初当選した。

## 選挙歴
| 当落 | 選挙                     | 執行日         | 年齢 | 選挙区      | 政党       | 得票数    | 得票率 | 定数 | 得票順位 /候補者数 | 政党内比例順位 /政党当選者数 |
| ---- | ------------------------ | -------------- | ---- | ----------- | ---------- | --------- | ------ | ---- | ------------------ | ---------------------------- |
| 当   | 2013年尼崎市議会議員選挙 | 2013年6月16日  | 46   | ーー        | みんなの党 | 2170票    | ーー   | 42   | 39/54              | /                            |
| 当   | 2017年尼崎市議会議員選挙 | 2017年6月4日   | 50   | ーー        | 自由民主党 | 2485票    | ーー   | 42   | 30/61              | /                            |
| 当   | 2021年尼崎市議会議員選挙 | 2021年6月6日   | 54   | ーー        | 自由民主党 | 2701票    | ーー   | 42   | 24/55              | /                            |
| 比当 | 第50回衆議院議員総選挙   | 2024年10月27日 | 57   | 埼玉県第4区 | 国民民主党 | 5万2728票 | 26.81% | 1    | 2/4                | 1/1                          |